# Dysschema dissimulata
Dysschema dissimulata là một loài bướm đêm thuộc phân họ Arctiinae, họ Erebidae.